# Bodaïbo (rivière)
Pour les articles homonymes, voir Bodaïbo (homonymie).
Le Bodaïbo (en russe : Бодайбо) est une rivière de Russie qui coule dans l'est de l'oblast d'Irkoutsk, en Sibérie orientale. C'est un affluent du Vitim en rive droite, donc un sous-affluent de la Léna.

## Géographie
Le Bodaïbo est long de 90 kilomètres. Son bassin versant a une superficie de 1 400 km2, c'est-à-dire une surface comparable à celle du canton de Fribourg en Suisse. Le débit moyen observé à son point de confluence est de 13 m3/s.  
Le Bodaïbo naît et coule au sein du plateau de Patom, vaste zone surélevée qui jouxte au nord les monts Stanovoï. Né à peu de distance au nord-est de la localité d'Artiomovskiï, son cours est globalement orienté vers le sud-ouest. Après un parcours de quelque 90 kilomètres, il rejoint le Vitim en rive droite au niveau de la ville de Bodaïbo.

## Villes traversées
- Artiomovskiï
- Andreïevsk
- Bodaïbo, ville de 15 200 habitants en 2008, chef-lieu du raïon de Bodaïbo de l'oblast d'Irkoutsk. C'est aussi un port fluvial sur le Vitim et un centre ferroviaire.

Ces trois villes, ainsi que d'autres localités moins importantes, sont reliées entre elles par une voie ferrée qui, partie de Bodaïbo, longe tout le cours de la rivière, et se termine dans la vallée du Bolchoï Patom. Sa construction est liée à l'importance de l'industrie d'extraction aurifère qui s'est développée sur le plateau de Patom, depuis les années 1860.

## Hydrométrie - Les débits mensuels à Kiakhtinskaïa
Le Bodaïbo est un cours d'eau assez régulier dans le contexte sibérien. Son débit a été observé pendant 4 ans (de 1947 à 1950) à Kiakhtinskaïa, station hydrométrique située à 22 km de sa confluence avec le Vitim, à 338 mètres d'altitude. 
Le débit inter annuel moyen ou module observé à Kiakhtinskaïa sur cette période était de 11,3 m3/s pour une surface prise en compte de 1 260 km2, soit plus ou moins 90 % de la totalité du bassin versant de la rivière. La lame d'eau écoulée dans ce bassin versant se monte ainsi à 282 millimètres par an, ce qui doit être considéré comme modéré parmi les cours d'eau de la région, en général plus abondants (Mama, Mamakan, Tchouïa ou Bolchoï Patom). 
Rivière alimentée en partie par les pluies d'été et aussi par la fonte des neiges, le Bodaïbo est un cours d'eau de régime nivo-pluvial qui présente deux saisons. 
Les hautes eaux se déroulent au printemps et au début de l'été, du mois de mai au mois de juillet inclus, avec un sommet très net en mai, ce qui correspond au dégel et à la fonte des neiges. Le bassin bénéficie de bonnes précipitations en été et en automne. Elles tombent sous forme de pluie en saison estivale, ce qui explique que le débit de juillet à septembre soit soutenu. En octobre puis en novembre, le débit de la rivière baisse fortement, ce qui mène à la période des basses eaux, liée aux très basses températures de l'hiver est-sibérien. Cette saison de basses eaux, a lieu de décembre à avril inclus, et correspond aux importantes gelées qui s'abattent sur toute la région. Tout au long de l'hiver cependant, la rivière conserve généralement un débit assez consistant.
Le débit moyen mensuel observé en mars (minimum d'étiage) est de 2,70 m3/s, soit plus ou moins 8 % du débit moyen du mois de mai (32,9 m3/s), ce qui témoigne d'une amplitude des variations saisonnières fort modérée pour la Sibérie orientale. Ces écarts saisonniers peuvent cependant être plus importants suivant les années. Ainsi sur la durée d'observation de 4 ans, le débit mensuel minimal a été de 1,79 m3/s en mars 1948, tandis que le débit mensuel maximal s'élevait à 39,0 m3/s en juin 1949. 